# Álvaro Chordi Miranda
Álvaro Chordi Miranda (Pamplona, 4 de diciembre de 1967) es un eclesiástico católico español, miembro de la Comunidad Adsis. Es el obispo auxiliar de Santiago de Chile, desde julio de 2022.

## Biografía
Álvaro nació el 4 de diciembre de 1967, en el municipio español de Pamplona. Fue bautizado el día 13 del mismo mes, en la Parroquia de Cristo Rey, de su pueblo natal. Hijo de Andrés Chordi Corbo y María Ascensión Miranda Regojo.[cita requerida]
Realizó su formación primaria y secundaria (1973-1980) en el Colegio Salesiano Ramón Izquierdo de Badajoz, y el bachillerato (1982-1985) en el Colegio Marista Champagnat de Salamanca.
Realizó estudios de Derecho, en la Universidad de Salamanca (1985-1991), donde obtuvo la licenciatura. Inició sus estudios (primer curso) de Teología en la Universidad Pontificia de Salamanca (1991-1992).
En la Facultad de Teología de Deusto (1993-1997), obtuvo la licenciatura en estudios eclesiásticos. También se especializó y obtuvo un Máster en Dirección de Ejercicios Espirituales, por la Universidad Pontificia Comillas.

### Vida religiosa
Fue miembro del Sínodo Diocesano de Salamanca (1989) desde la Parroquia de Santa Marta de Tormes, donde fue catequista de jóvenes. También colaboró activamente en la Pastoral Universitaria de Salamanca.
Se adhirió a la comunidad Adsis, haciendo su profesión el 2 de junio de 1990, en Salamanca.
Su ordenación sacerdotal fue el 19 de junio de 1999, en la catedral de María Inmaculada de Vitoria, a manos del obispo Miguel Asurmendi Aramendía SDB.
Como sacerdote desempeñó los siguientes ministerios:
- Párroco de San Andrés, Vitoria (1999-2003).[5]
- Delegado diocesano para la Pastoral Juvenil de Vitoria (2003-2008), colaborando en las parroquias de Jesucristo Resucitado y Santa María.
- Miembro del Consejo Diocesano de Pastoral de su diócesis de origen.

Entre 2008 a 2012, fue director de la Obra Diocesana de Formación Profesional (Diocesanas) y desde ella impulsó la fusión con la Fundación Jesús Obrero, gestionada hasta entonces por los Jesuitas, creando EGIBIDE (31 de mayo de 2012), donde se desempeñó como representante legal, director de Identidad y Misión y coordinador de Pastoral hasta 2015. Asimismo, participó en la Junta Directiva de Kristau Eskola (2011-2015).

#### Chile
Llegó a Chile, el 5 de agosto de 2015, donde ha sido: 
- Consejero general de Adsis, para el Cono sur: Chile, Argentina y Uruguay.

- Responsable de la formación cristiana de los estudiantes de las universidades laicas del Arzobispado de Santiago y consejero de Pastoral Educativa en la Vicaría de Educación (2015-2018).
- Colaboró en la Parroquia de San Cayetano, de La Legua y asesor en la Pastoral de Educación Superior en la Vicaría para la Educación.

- Párroco de San Saturnino, de Santiago (desde 2018) y decano del Decanato de Yungay, del Arzobispado.[7]
- Miembro del Consejo de Presbiterio del Arzobispado de Santiago (desde 2020).

Ha colaborado en la Comisión Nacional de Pastoral Juvenil de la Conferencia Episcopal de Chile.
- Vicepresidente de la Fundación FRÈ (2020-2022).[8]

### Episcopado
El 2 de julio de 2022, el papa Francisco lo nombró obispo titular de Regiana y obispo auxiliar de Santiago de Chile. Fue consagrado el 10 de octubre del mismo año, en la Catedral de Santiago, a manos del cardenal-arzobispo Celestino Aós OFM Cap.
El 25 de enero de 2023, el cardenal Aós lo nombra Vicario de la Zona Centro. El 19 de abril Director de la Casa del Clero "San Juan Evangelista" y el 24 de abril toma posesión como párroco in solidum de las parroquias San Saturnino y San Pablo Apóstol. El 22 de septiembre 
le nombra Vicario Episcopal para la Pastoral de la Arquidiócesis de Santiago.